# Would You Love a Monsterman?
Would You Love a Monsterman? è un brano musicale del gruppo heavy metal finlandese Lordi, pubblicato nel 2002 come singolo estratto dall'album Get Heavy.

## Tracce
1. Would You Love a Monsterman? (Single Mix)
2. Biomechanic Man
3. Would You Love a Monsterman? (radio edit)